# Erzurum (Provinz)
Erzurum  (kurdisch Erzîrom, armenisch Arzen Կարին) ist eine türkische Provinz im Osten Kleinasiens; die Hauptstadt der Provinz trägt den gleichen Namen, Erzurum. Die Provinz ist die viertgrößte der Türkei und ist umgeben von den Provinzen Bingöl, Muş, Artvin, Ardahan, Ağrı, Kars, Erzincan, Bayburt und Rize.

## Geografie
Erzurum hat eine Fläche von 25.006 km². Regional gesehen zählen 70 % von Erzurum zu Ostanatolien und 30 % zur Schwarzmeer-Region. Die Plateaus der Provinz liegen im Mittel 2000 m hoch, während die Berge um die 3000 m hoch sind. Die Mescit-Berge sind an ihrer höchsten Stelle 3239 m hoch und der Dumlu Dağı 3169 m. Ein weiterer als Erholungsort und Skigebiet bekannter Berg ist der 3124 m hohe Palandöken Dağı. Die Täler liegen auf einer Höhe von 1500 bis 1800 m. Wichtigste Flüsse sind der Aras und der Karasu, der nördliche Quellfluss des Euphrat, der hier entspringt.

## Verwaltungsgliederung
Die Provinz ist seit 2008 in 20 İlçe gegliedert, die vom Siedlungsbild in ländlichen Bereichen einem Landkreis, in städtischen Ballungsräumen einem Stadtbezirk ähneln. 1993 wurde die alte Gemeinde Erzurum aufgelöst und an ihrer Stelle eine Großstadtgemeinde (Erzurum Büyükşehir Belediyesi) errichtet. Zu diesem Zweck wurde das alte Stadtgebiet auf mehrere Gemeinden (Belediye) aufgeteilt und mit diesen und angrenzenden Gemeinden die Großstadtgemeinde gebildet. Sukzessive wurde durch Gründung und Auflösung von Gemeinden und Überführungen von Dorf- (Köy) in Mahalle-Organisationen eine Einräumigkeit von Kommunalverwaltung (durch die Belediye) und staatlicher Verwaltung (durch das İlçe) hergestellt, so dass sich im Ergebnis das Gebiet der Einzelgemeinden mit dem jeweils gleichnamigen staatlichen Verwaltungsbezirk deckt. Nach einer Verwaltungsreform 2013/2014 umfasst das Gebiet der Großstadtgemeinde die gesamte Provinz. Die kommunalen Selbstverwaltungsorgane auf Provinzebene (İl Meclisi) wurden aufgelöst und ihre Zuständigkeiten auf die Verwaltung der Großstadtgemeinde übertragen. Die Provinz wurde damit zu einem rein staatlichen Verwaltungsbezirk.
| Kreis- code 1      | Landkreis İlçe     | kurdischer Name | Fläche 2 (km²) | Bevölkerung am 31.12.2020 3 | Bevölkerung am 31.12.2020 3 | Bevölkerung am 31.12.2020 3 | Anzahl der Mahalle | Bevölke rungs dichte (Einw./km²) | Sex Ratio 4 Frauen auf 1000 Männer | Grün- dungs datum 5, 6 |
| Kreis- code 1      | Landkreis İlçe     | kurdischer Name | Fläche 2 (km²) | Gesamt                      | männlich                    | weiblich                    | Anzahl der Mahalle | Bevölke rungs dichte (Einw./km²) | Sex Ratio 4 Frauen auf 1000 Männer | Grün- dungs datum 5, 6 |
| ------------------ | ------------------ | --------------- | -------------- | --------------------------- | --------------------------- | --------------------------- | ------------------ | -------------------------------- | ---------------------------------- | ---------------------- |
| 1153               | Aşkale             |                 | 1.507          | 22.842                      | 11.491                      | 11.351                      | 75                 | 15,2                             | 988                                | 1934                   |
| 1945               | Aziziye            |                 | 1.529          | 63.366                      | 32.309                      | 31.057                      | 72                 | 41,4                             | 961                                | 1990                   |
| 1235               | Çat                | Avî             | 1.448          | 17.035                      | 8.858                       | 8.177                       | 45                 | 11,8                             | 923                                | 1954                   |
| 1392               | Hınıs              | Xinûs           | 1.367          | 26.028                      | 13.292                      | 12.736                      | 98                 | 19,0                             | 958                                |                        |
| 1396               | Horasan            | Xoresan         | 1.740          | 38.090                      | 19.339                      | 18.751                      | 87                 | 21,9                             | 970                                | 1953                   |
| 1416               | İspir              |                 | 2.129          | 14.775                      | 7.286                       | 7.489                       | 99                 | 6,9                              | 1028                               |                        |
| 1812               | Karaçoban          | Qereçoban       | 571            | 23.610                      | 11.945                      | 11.665                      | 27                 | 41,3                             | 977                                | 1987                   |
| 1444               | Karayazı           | Gogsi           | 1.953          | 27.612                      | 14.091                      | 13.521                      | 75                 | 14,1                             | 960                                | 1937                   |
| 1967               | Köprüköy           | Avnîk           | 777            | 15.587                      | 8.022                       | 7.565                       | 42                 | 20,1                             | 943                                | 1990                   |
| 1540               | Narman             |                 | 799            | 13.183                      | 6.639                       | 6.544                       | 46                 | 16,5                             | 986                                | 1954                   |
| 1550               | Oltu               |                 | 1.441          | 30.255                      | 15.310                      | 14.945                      | 72                 | 21,0                             | 976                                |                        |
| 1551               | Olur               | Tawûsker        | 893            | 6.509                       | 3.255                       | 3.254                       | 43                 | 7,3                              | 1000                               | 1958                   |
| 2044               | Palandöken         |                 | 667            | 173.268                     | 84.958                      | 88.310                      | 26                 | 259,8                            | 1039                               | 2008                   |
| 1567               | Pasinler           |                 | 1.134          | 28.513                      | 14.511                      | 14.002                      | 72                 | 25,1                             | 965                                |                        |
| 1865               | Pazaryolu          |                 | 654            | 3.828                       | 1.921                       | 1.907                       | 43                 | 5,9                              | 993                                | 1989                   |
| 1657               | Şenkaya            | Bardîz          | 1.381          | 17.399                      | 8.723                       | 8.676                       | 71                 | 12,6                             | 995                                | 1946                   |
| 1674               | Tekman             | Tatos           | 2.102          | 25.649                      | 12.970                      | 12.679                      | 71                 | 12,2                             | 978                                | 1946                   |
| 1683               | Tortum             |                 | 1.463          | 21.661                      | 10.918                      | 10.743                      | 58                 | 14,8                             | 984                                |                        |
| 1851               | Uzundere           |                 | 505            | 7.919                       | 3.986                       | 3.933                       | 18                 | 15,7                             | 987                                | 1987                   |
| 2045               | Yakutiye           |                 | 945            | 181.150                     | 88.837                      | 92.313                      | 44                 | 191,7                            | 1039                               | 2008                   |
| PROVINZ 25 Erzurum | PROVINZ 25 Erzurum |                 | 25.006         | 758.279                     | 378.661                     | 379.618                     | 1184               | 30,3                             | 1003                               |                        |

Ende 2012 (dem letzten Tag der statistischen Erfassung der Dörfer) gab es in der Provinz 965 Dörfer (Köy), von denen 23 mehr als 1000 Einwohner hatten, aber 307 weniger als 100 Einwohner, zwei Dörfer hatten nur 7 Einwohner. Ende 2012 existierten außerdem 34 Gemeinden (Belediye) mit insgesamt 535.318 Einwohnern (das waren 68,8 % der Gesamtbevölkerung). Alle Dörfer und jene 14 Gemeinden, die kein Kreissitz waren, wurden in Mahalles umgewandelt, so dass zwischen 2012 und 2013 deren Anzahl von 332 auf 1179 stieg.

## Bevölkerung

### Ergebnisse der Bevölkerungsfortschreibung
Nachfolgende Tabelle zeigt die jährliche Bevölkerungsentwicklung nach der Fortschreibung durch das 2007 eingeführte adressierbare Einwohnerregister (ADNKS). Zusätzlich sind die Bevölkerungswachstumsrate und das Geschlechterverhältnis (Sex Ratio d. h. die rechnerisch ermittelte Anzahl der Frauen pro 1000 Männer) aufgeführt. Der Zensus von 2011 ermittelte 781.626 Einwohner, das sind über 150.000 Einwohner weniger als zum Zensus 2000.

| Jahr | Bevölkerung am Jahresende | Bevölkerung am Jahresende | Bevölkerung am Jahresende | Wachstums- rate der Be- völkerung (in %) | Geschlechter verhältnis (Frauen auf 1000 Männer) | Rang (unter den 81 Provinzen) |
| Jahr | gesamt                    | männlich                  | weiblich                  | Wachstums- rate der Be- völkerung (in %) | Geschlechter verhältnis (Frauen auf 1000 Männer) | Rang (unter den 81 Provinzen) |
| ---- | ------------------------- | ------------------------- | ------------------------- | ---------------------------------------- | ------------------------------------------------ | ----------------------------- |
| 2020 | 758.279                   | 378.661                   | 379.618                   | -0,50                                    | 1003                                             | 30                            |
| 2019 | 762.062                   | 379.893                   | 382.169                   | -0,75                                    | 1006                                             | 29                            |
| 2018 | 767.848                   | 383.435                   | 384.413                   | 0,97                                     | 1003                                             | 30                            |
| 2017 | 760.476                   | 379.227                   | 381.249                   | -0,20                                    | 1005                                             | 29                            |
| 2016 | 762.021                   | 381.138                   | 380.883                   | -0,04                                    | 999                                              | 29                            |
| 2015 | 762.321                   | 382.163                   | 380.158                   | -0,13                                    | 995                                              | 29                            |
| 2014 | 763.320                   | 384.356                   | 378.964                   | -0,44                                    | 986                                              | 29                            |
| 2013 | 766.729                   | 384.015                   | 382.714                   | -1,47                                    | 997                                              | 27                            |
| 2012 | 778.195                   | 391.290                   | 386.905                   | -0,34                                    | 989                                              | 26                            |
| 2011 | 780.847                   | 393.081                   | 387.766                   | 1,53                                     | 986                                              | 26                            |
| 2010 | 769.085                   | 384.630                   | 384.455                   | -0,66                                    | 1000                                             | 25                            |
| 2009 | 774.207                   | 389.761                   | 384.446                   | -0,10                                    | 986                                              | 25                            |
| 2008 | 774.967                   | 391.588                   | 383.379                   | -1,27                                    | 979                                              | 24                            |
| 2007 | 784.941                   | 393.589                   | 391.352                   | -                                        | 994                                              | 23                            |
| 2000 | 937.389                   | 482.199                   | 455.190                   |                                          | 944                                              | 21                            |

### Volkszählungsergebnisse
Nachfolgende Tabellen geben den bei den 15 Volkszählungen dokumentierten Einwohnerstand der Provinz Erzurum wieder. Die Werte der linken Tabelle entstammen E-Books (der Originaldokumente) entnommen, die Werte der rechten Tabelle basieren aus der Datenabfrage des Türkischen Statistikinstituts TÜIK
| Jahr | Bevölkerung am Zensustag | Bevölkerung am Zensustag | Anteil in %     | Rang |
| Jahr | Türkei                   | Provinz Erzurum          | Provinz Erzurum | Rang |
| ---- | ------------------------ | ------------------------ | --------------- | ---- |
| 1927 | 13.648.270               | 270.925                  | 1,99            | 15   |
| 1935 | 16.158.018               | 385.387                  | 2,39            | 10   |
| 1940 | 17.820.950               | 371.394                  | 2,08            | 13   |
| 1945 | 18.790.174               | 395.876                  | 2,11            | 13   |
| 1950 | 20.947.188               | 461.090                  | 2,20            | 13   |
| 1955 | 24.064.763               | 517.739                  | 2,15            | 11   |
| 1960 | 27.754.820               | 568.864                  | 2,05            | 10   |

| Jahr | Bevölkerung am Zensustag | Bevölkerung am Zensustag | Anteil in %     | Rang |
| Jahr | Türkei                   | Provinz Erzurum          | Provinz Erzurum | Rang |
| ---- | ------------------------ | ------------------------ | --------------- | ---- |
| 1965 | 31.391.421               | 628.001                  | 2,00            | 12   |
| 1970 | 35.605.176               | 684.951                  | 1,92            | 12   |
| 1975 | 40.347.719               | 746.666                  | 1,85            | 11   |
| 1980 | 44.736.957               | 801.809                  | 1,79            | 14   |
| 1985 | 50.664.458               | 856.175                  | 1,69            | 17   |
| 1990 | 56.473.035               | 848.201                  | 1,50            | 20   |
| 2000 | 67.803.927               | 937.389                  | 1,38            | 21   |
| 2011 | 74.525.696               | 781.626                  | 1,05            | 25   |

Anzahl der Provinzen bezogen auf die Censusjahre:
- 1927, 1940 bis 1950: 63 Provinzen
- 1935: 57 Provinzen
- 1955: 67 Provinzen
- 1960 bis 1985: 73 Provinzen
- 1990: 73 Provinzen
- 2000: 81 Provinzen

### Detaillierte Volkszählungsergebnisse
| Jahr | Gesamtbevölkerung | Gesamtbevölkerung          | Gesamtbevölkerung          | Stadtbevölkerung           | Stadtbevölkerung           | Stadtbevölkerung           | Landbevölkerung            | Landbevölkerung            | Landbevölkerung            |                            |
| Jahr | Gesamt            | männlich                   | weiblich                   | Gesamt                     | männlich                   | weiblich                   | Gesamt                     | männlich                   | weiblich                   |                            |
| ---- | ----------------- | -------------------------- | -------------------------- | -------------------------- | -------------------------- | -------------------------- | -------------------------- | -------------------------- | -------------------------- | -------------------------- |
| 1927 | 270.925           | 133.456                    | 137.469                    | 40.166                     | 21.402                     | 18.764                     | 230.759                    | 112.054                    | 118.705                    |                            |
| 1935 | 385.387           | 189.467                    | 195.920                    | 45.809                     | 23.715                     | 22.094                     | 339.578                    | 165.752                    | 173.826                    |                            |
| 1940 | 371.394           | 190.485                    | 180.909                    | 63.862                     | 38.799                     | 25.063                     | 307.532                    | 151.686                    | 155.846                    |                            |
| 1945 | 395.876           | 203.943                    | 191.933                    | 68.440                     | 41.892                     | 26.548                     | 327.436                    | 162.051                    | 165.385                    |                            |
| 1950 | 461.090           | 241.399                    | 219.691                    | 76.332                     | 46.379                     | 29.953                     | 384.758                    | 195.020                    | 189.738                    |                            |
| 1955 | 519.976           | 278.943                    | 241.033                    | 108.826                    | 65.631                     | 43.195                     | 411.150                    | 213.312                    | 197.838                    |                            |
| 1960 | 568.864           | 296.897                    | 271.967                    | 129.823                    | 75.545                     | 54.278                     | 439.041                    | 221.352                    | 217.689                    |                            |
| 1965 | 628.001           | 324.977                    | 303.024                    | 152.183                    | 86.314                     | 65.869                     | 475.818                    | 238.663                    | 237.155                    |                            |
| 1970 | 684.951           | 348.024                    | 336.927                    | 196.821                    | 110.250                    | 86.571                     | 488.130                    | 237.774                    | 250.356                    |                            |
| 1975 | 746.666           | 389.557                    | 357.109                    | 241.467                    | 134.620                    | 106.847                    | 505.199                    | 254.937                    | 250.262                    |                            |
| 1980 | 801.809           | 411.682                    | 390.127                    | 285.182                    | 155.794                    | 129.388                    | 516.627                    | 255.888                    | 260.739                    |                            |
| 1985 | 856.175           | 435.276                    | 420.899                    | 350.955                    | 190.850                    | 160.105                    | 505.220                    | 244.426                    | 260.794                    |                            |
| 1990 | 848.201           | 427.701                    | 420.500                    | 400.348                    | 213.248                    | 187.100                    | 447.853                    | 214.453                    | 233.400                    |                            |
| 2000 | 937.389           | 482.199                    | 455.190                    | 560.551                    | 298.759                    | 261.792                    | 376.838                    | 183.440                    | 193.398                    |                            |
| 2011 | 781.626           | detaillierte Angabe fehlen | detaillierte Angabe fehlen | detaillierte Angabe fehlen | detaillierte Angabe fehlen | detaillierte Angabe fehlen | detaillierte Angabe fehlen | detaillierte Angabe fehlen | detaillierte Angabe fehlen | detaillierte Angabe fehlen |

## Geschichte

Das osmanische Vilayet Erzurum um 1900

In der Eisenzeit befand sich in der Umgebung von Erzurum vermutlich das Königreich Daiaeni, das aus einigen assyrischen Inschriften bekannt ist. Später war das Gebiet Teil des Reiches von Urartu. Nach dem Niedergang Urartus herrschten hier später die iranischen Achämeniden. Erzurum war danach Teil von verschiedenen Reichen und Dynastien. Dazu zählen die Artaxiden, Makedonen, Parther, Sassaniden, Tao-Klardschetien, Armenier, Römer, Byzantiner, Araber und diverse türkische Fürstentümer wie die Saltukiden. Erzurum war mehrmals die Grenze zweier rivalisierender Reiche, so z. B. Rom und Parthien oder Osmanisches Reich und Russland.
Die Hauptstadt Erzurum war Sitz eines Titularbistums und Sitz eines Bischofs. Mit der arabischen Eroberung wurde das Gebiet nach und nach islamisiert, doch es gab noch viele christlich-armenische Gemeinden. Bis zum Völkermord an den Armeniern wurde das Kloster des Sankt Minas von Kes im Dorf Gezköy betrieben.
Seit dem 16. Jahrhundert war Erzurum Teil des Osmanischen Reiches und blieb dies größtenteils bis zum Ersten Weltkrieg. Es war als osmanisches Vilâyet Erzurum um einiges größer als heute. 1878 wurde ein Teil der Provinz von den Russen im Russisch-Osmanischen Krieg von 1877–78 erobert, annektiert und an das Oblast Kars angegliedert. 1916 eroberten die Russen vom Norden kommend in der Schlacht von Erzurum das Gebiet. Seit dem Ende des Weltkrieges und dem türkischen Unabhängigkeitskrieg gehört die Provinz Erzurum zur Republik Türkei.

## Namenskunde
Der erste bekannte Name der Stadt Erzurum war Karin. Die Stadt wurde um 415 n. Chr. von den Byzantinern unter Kaiser Theodosius II. erweitert und befestigt. Ihm zu Ehren wurde sie dann Theodosiopolis genannt. Die Araber nannten diese Stadt Kalikala nach Kali, der Frau eines örtlichen armenischen Königs. Der heutige Name leitet sich von Erzen ar-Rum ab. Dieser arabische Begriff bedeutet übersetzt „Das Erzen der Rhomäer“, in Abgrenzung von einem ebenfalls vorhandenen „Erzen der Araber“. Auf seldschukischen Münzen wurde die Stadt auch Erzen ar-Rum genannt. Volksetymologisch wird Erzurum auch von أرض روم / Erż-ı Rūm (Land der Rhomäer) abgeleitet.

## Persönlichkeiten
- Recep Akdağ (* 1960), Gesundheitsminister
- Johannes Avetaranian (1861–1919), christlicher Missionar in Xinjiang
- Fethullah Gülen (1941–2024), Religionsgelehrter
- Cemal Gürsel (1895–1966), General und Staatspräsident
- Metin Kaplan (* 1952), sogenannter „Kalif von Köln“
- Reşit Karabacak (1954–2020), Ringer
- Karekin Pastermadjian (1872–1923), osmanischer Politiker und Anführer der Armenischen Revolutionären Föderation
- Adnan Polat (* 1953), Geschäftsmann
- Arif Sağ (* 1945), Sänger
- Abdulmelik Firat (1934–2009), türkisch-kurdischer Politiker
- Demet Sağıroğlu (* 1966), Sängerin
- Erdal Erzincan (* 1971), Musiker
- Nusret Gökçe (* 1983), kurdischer Fleischer, Koch und Gastronom der Restaurantkette Nusr-Et.